# サニー・エドワーズ
サニー・エドワーズ（Sunny Edwards、1996年1月1日 - ）は、イギリスの元プロボクサー。サットン出身。元IBF世界フライ級王者。
兄は元WBC世界フライ級王者のチャーリー・エドワーズ。

## 来歴

### スーパーフライ級
2016年1月26日、プロデビュー前にフランク・ウォーレンのクィーンズ・ベリー・プロモーションズと契約した。
2016年9月24日、スペインのエステポナでプロデビュー。
2017年11月27日、ロンドンのグランジ・セント・パウルス・ホテルでロス・マーレイとWBOヨーロッパスーパーフライ級王座決定戦を行い4回2分59秒TKO勝ちを収め王座を獲得した。
2018年10月6日、ロンドンのヨーク・ホールでライアン・ファラングと対戦し、10回3-0（2者が100-90、99-91）の判定勝ちを収め初防衛に成功した。
2018年12月15日、ブレントウッドのブレントウッド・センターでジュニア・グラナドスとWBOインターナショナルスーパーフライ級王座決定戦を行い、10回3-0（99-91、97-92、98-91）の判定勝ちを収め王座を獲得した。
2019年4月27日、ロンドンのウェンブリー・アリーナでペドロ・マトスと対戦し、8回23秒TKO勝ちを収め2度目の防衛に成功した。
2019年7月13日、O2アリーナでヒラム・ゲラルドとIBFインターナショナルスーパーフライ級王座決定戦を行い10回3-0（3者共99-90）の判定勝ちを収め王座を獲得した。
2019年9月14日、ヨーク・ホールでロセンド・ウーゴ・グアネロスとIBFインターナショナル及びWBOインターコンチネンタルフライ級王座決定戦を行い10回3-0（100-90、2者が99-91）の判定勝ちを収め両王座を獲得した。
2019年12月21日、ロンドンのカッパー・ボックスでマルセル・ブライスワイトとBBBofC英国スーパーフライ級王座決定戦を行い12回3-0（118-109、2者が117-110）の判定勝ちを収め王座を獲得した。
2020年8月29日、ロンドンのBTスポーツのスタジオでトーマス・エソンバと対戦し、12回3-0（116-112、117-112、117-111）の判定勝ちを収め初防衛に成功した。

### フライ級
2021年4月30日、ロンドンのカッパー・ボックスでIBF世界フライ級王者モルティ・ムザラネと対戦し、12回3-0（120-108、118-111、115-113）の判定勝ちを収め王座を獲得した。
2021年12月11日、ドバイのコカ・コーラ・アリーナでIBF世界フライ級3位ジェイソン・ママと対戦し、12回3-0の判定勝ちを収め初防衛に成功した。
2022年2月、プロベラムと契約した。
2022年3月19日、ドバイのデューティー・フリー・テニス・スタジアムでIBF世界フライ級3位のモハマド・ワシームと対戦し、12回3-0（116-110、115-111×2）の判定勝ちを収め2度目の防衛に成功した。
2022年9月8日、元IBF世界ライトフライ級王者フェリックス・アルバラードとの防衛戦がIBFより指令された。当初エドワーズ陣営は10月22日にWBC世界フライ級王者フリオ・セサール・マルティネス陣営と王座統一戦を行うことで大筋合意していたはずだったが、結局マルティネスをプロモートするマッチルーム・スポーツ・USAから契約書が送られてくることはなかった。マルティネスとの統一戦がIBFが指名試合の代わりに認めていた唯一の試合であったため、アルバラード戦の指令は9月7日の最終期限までにマルティネス戦実現の証拠契約書が提出されなかったことに基づいてのものであった。
2022年11月11日、シェフィールドのユーティリティ・アリーナでフェリックス・アルバラードと対戦し、12回3-0（116-112、115-113×2）の判定勝ちを収め3度目の防衛に成功した。
2023年3月31日、プロベラムを離れエディー・ハーンのマッチルーム・ボクシングと契約した
2023年12月16日、アリゾナ州グレンデールのデザート・ダイヤモンド・アリーナにてWBO世界フライ級王者のジェシー・ロドリゲスと王座統一戦を行い、9回終盤にロドリゲスのボディジャブからの左ストレートによるカウンターでダウンを奪われ、9回終了のゴングが鳴らされた後にエドワーズが棄権したことでTKO負けを喫し、プロ初黒星と共に王座防衛と王座統一に失敗、IBF王座から陥落した。
2024年6月29日、アリゾナ州フェニックスのフットプリント・センターにてファン・フランシスコ・エストラーダ対ジェシー・ロドリゲスの前座で元IBF世界ライトフライ級王者のエイドリアン・クリエルとフライ級12回戦を行い、6回に偶然のバッティングでエドワーズが左目上をカットし、9回開始直後に試合続行不可となり9回3-0（90-82、88-84、87-85）の負傷判定勝ちを収め再起に成功した。
2024年11月30日、バーミンガムのBP・プラス・ライブでWBC世界フライ級王者寺地拳四朗とWBC世界フライ級1位フランシスコ・ロドリゲス・ジュニアの指名試合優先に伴うWBC世界フライ級暫定王座決定戦をWBC世界フライ級4位のガラル・ヤファイと行い、6回1分10秒TKO負けを喫し暫定だがIBFに続く王座を獲得出来なかった。試合後のインタビューで引退を表明した。

## 戦績
- プロボクシング：23戦 21勝 (4KO) 2敗

| 戦           | 日付           | 勝敗 | 時間    | 内容         | 対戦相手                       | 国籍             | 備考                                                               |
| ------------ | -------------- | ---- | ------- | ------------ | ------------------------------ | ---------------- | ------------------------------------------------------------------ |
| 1            | 2016年9月24日  | ☆    | 4R      | 判定 3-0     | セルゲイ・タシモフ             | ロシア           | プロデビュー戦                                                     |
| 2            | 2016年10月13日 | ☆    | 4R      | 判定 3-0     | ブレット・フィドー             | イギリス         |                                                                    |
| 3            | 2016年12月9日  | ☆    | 4R      | 判定 3-0     | クレイグ・ダービーシャー       | イギリス         |                                                                    |
| 4            | 2017年5月20日  | ☆    | 1R 0:58 | TKO          | ジュラ・ドドゥ                 | ハンガリー       |                                                                    |
| 5            | 2017年7月22日  | ☆    | 4R      | 判定 3-0     | ホセ・アギラール               | ニカラグア       |                                                                    |
| 6            | 2017年11月27日 | ☆    | 4R 2:59 | TKO          | ロス・マレー                   | イギリス         | WBO欧州スーパーフライ級王座決定戦                                  |
| 7            | 2018年3月3日   | ☆    | 2R 2:18 | TKO          | パトリック・バルトス           | チェコ           |                                                                    |
| 8            | 2018年6月30日  | ☆    | 6R      | 判定 3-0     | クリスティアン・ナルバエス     | ニカラグア       |                                                                    |
| 9            | 2018年10月26日 | ☆    | 10R     | 判定 3-0     | ライアン・ファラグ             | イギリス         | WBO欧州防衛1                                                       |
| 10           | 2018年12月15日 | ☆    | 10R     | 判定 3-0     | フニオル・グラナドス           | メキシコ         | WBOインターナショナルスーパーフライ級王座決定戦                    |
| 11           | 2019年4月27日  | ☆    | 8R 0:23 | TKO          | ペドロ・マトス                 | ポーランド       | WBO欧州防衛2                                                       |
| 12           | 2019年7月13日  | ☆    | 10R     | 判定 3-0     | イラム・ガジャルド             | メキシコ         | IBFインターナショナルスーパーフライ級王座決定戦                    |
| 13           | 2019年9月14日  | ☆    | 10R     | 判定 3-0     | ロセンド・ウーゴ・グアルネロス | メキシコ         | IBFインターナショナル・WBOインターコンチネンタルフライ級王座決定戦 |
| 14           | 2019年12月21日 | ☆    | 12R     | 判定 3-0     | マルセル・ブレイスウェイト     | イギリス         | BBBofC英国スーパーフライ級王座決定戦                               |
| 15           | 2020年8月29日  | ☆    | 12R     | 判定 3-0     | トーマス・エソンバ             | カンボジア       | IBFインターナショナルスーパーフライ級タイトルマッチ                |
| 16           | 2021年4月30日  | ☆    | 12R     | 判定 3-0     | モルティ・ムザラネ             | 南アフリカ共和国 | IBF世界フライ級タイトルマッチ                                      |
| 17           | 2021年12月11日 | ☆    | 12R     | 判定 3-0     | ジェイソン・ママ               | フィリピン       | IBF防衛1                                                           |
| 18           | 2022年3月19日  | ☆    | 12R     | 判定 3-0     | モハメド･ワシーム              | パキスタン       | IBF防衛2                                                           |
| 19           | 2022年11月11日 | ☆    | 12R     | 判定 3-0     | フェリックス・アルバラード     | ニカラグア       | IBF防衛3                                                           |
| 20           | 2023年6月10日  | ☆    | 12R     | 判定 3-0     | アンドレス・カンポス           | チリ             | IBF防衛4                                                           |
| 21           | 2023年12月16日 | ★    | 9R 終了 | TKO          | ジェシー・ロドリゲス           | アメリカ合衆国   | IBF・WBO世界フライ級王座統一戦 IBF陥落                             |
| 22           | 2024年6月29日  | ☆    | 9R 0:01 | 負傷判定 3-0 | エイドリアン・クリエル         | メキシコ         |                                                                    |
| 23           | 2024年11月30日 | ★    | 6R 終了 | TKO          | ガラル・ヤファイ               | イギリス         | WBC世界フライ級暫定王座決定戦                                      |
| テンプレート |                |      |         |              |                                |                  |                                                                    |

## 獲得タイトル
- WBOヨーロッパスーパーフライ級王座
- WBOインターナショナルスーパーフライ級王座
- IBFインターナショナルスーパーフライ級王座
- IBFインターナショナルフライ級王座
- WBOインターコンチネンタルフライ級王座
- BBBofC英国スーパーフライ級
- IBF世界フライ級王座（防衛4）